# Манастир Рајчица
Манастир Рајчица или Манастир Св. Ђорђа Победоносца се налази у Рајчици, у западном делу Северне Македоније. Данас се манастир налази у западном делу Македоније, где углавном живе исламизовани Албанци.

## Историја
Налази се у близини града Дебар. То је женски манастир и метох је једног од најпознатијих манастира, Бигорског манастира. Претпоставља се да је подигнут почетком 14. века. Ипак тачна година изградње није позната, а манастирски конаци су урађени 1835. у време када је игуман манастира био архимандрит Арсениј из Галичника.
Овај женски манастир је део манастирског комплекса Бигорског. Манастирска црква и манастирски конаци су били изграђени 1835. У цркви се налази иконостас у дуборезу који је израђен исте године, а на иконостасу је приказан крст са Христовим распећем. Дуборез потиче из 16. века. Црква је зографисана (иконописац дебарске школе, Дичо Зограф) у периоду од 1840-1852. У цркви се чува део моштију руке светог Ђорђа, мошти тог свеца из 4. века су уграђене у позлаћено сребро у облику руке.
Манастирске митре
Од 2008-2009 најзначајнија одлика манастира је рукотворена делатност монашког сестринства у манастирском комплексу. У тишини и уз сталне молитве монахиње израђују уникатне митре врхунског квалитета. Свака креација је у сагласности са везом и бојом епископа, који треба да је носи. Овај манастир је једино место у Северној Македонији у којем се израђују митре (митра означава покорност Архијереја Христовом Јеванђељу и Христов венац). Митра уједно служи и као символ архијерејске власти, а израђена ремек дела су потраживана и од осталих православних цркава у свету. Митре су до сада носиле (или још носе) владике (и сами патријарси) у Бугарској православној цркви, Српској православној цркви, Грчкој православној цркви, Румунској православној цркви и Цариградској патријаршији.

## Галерија
- Манастир и поглед на дебарско језеро
- Литургија
- Мошти светог Ђорђа
- Олтар цркве